# Gutaperkowiec
Gutaperkowiec, drzewo gutaperkowe, perczowiec (Palaquium gutta (Hook.) Burck.) – gatunek drzewa z rodziny sączyńcowatych. W naturze występował pierwotnie w lasach Półwyspu Malajskiego i na wyspach w Indonezji, ale na stanowiskach naturalnych został niemal całkowicie wytępiony. Występuje jako drzewo uprawne w strefie międzyzwrotnikowej m.in. w obrębie dawnego zasięgu naturalnego, także na Nowej Gwinei, na Filipinach, w północnej części Brazylii.

## Morfologia
PokrójDrzewo liściaste do 12 m wysokości, jednopienne, młode gałązki są omszone.
LiścieSkórzaste, odwrotnie jajowate, ostro zakończone, z wierzchu w kolorze zielonym, od spodu w kolorze złotawym.
KwiatyUmiejscowione w kątach liści po 3–5 sztuk, o kielichu 4–6 płatkowym z 12 pręcikami i 1 słupkiem.
OwocJagoda.

## Zastosowanie
Po nacięciu kory drzewo wydziela sok mleczny, z którego otrzymywana jest masa przypominająca kauczuk. Masa ta jest cennym surowcem przemysłowym o nazwie gutaperka. Sok z drzewa gutaperkowego ma zastosowanie w lecznictwie jako środek opatrunkowy (papier gutaperkowy). W stomatologii do sporządzania wypełniaczy do zęba. Poza tym drzewo dostarcza wartościowego drewna, wykorzystywanego przy budowie wagonów kolejowych oraz w snycerstwie.